# Crèche

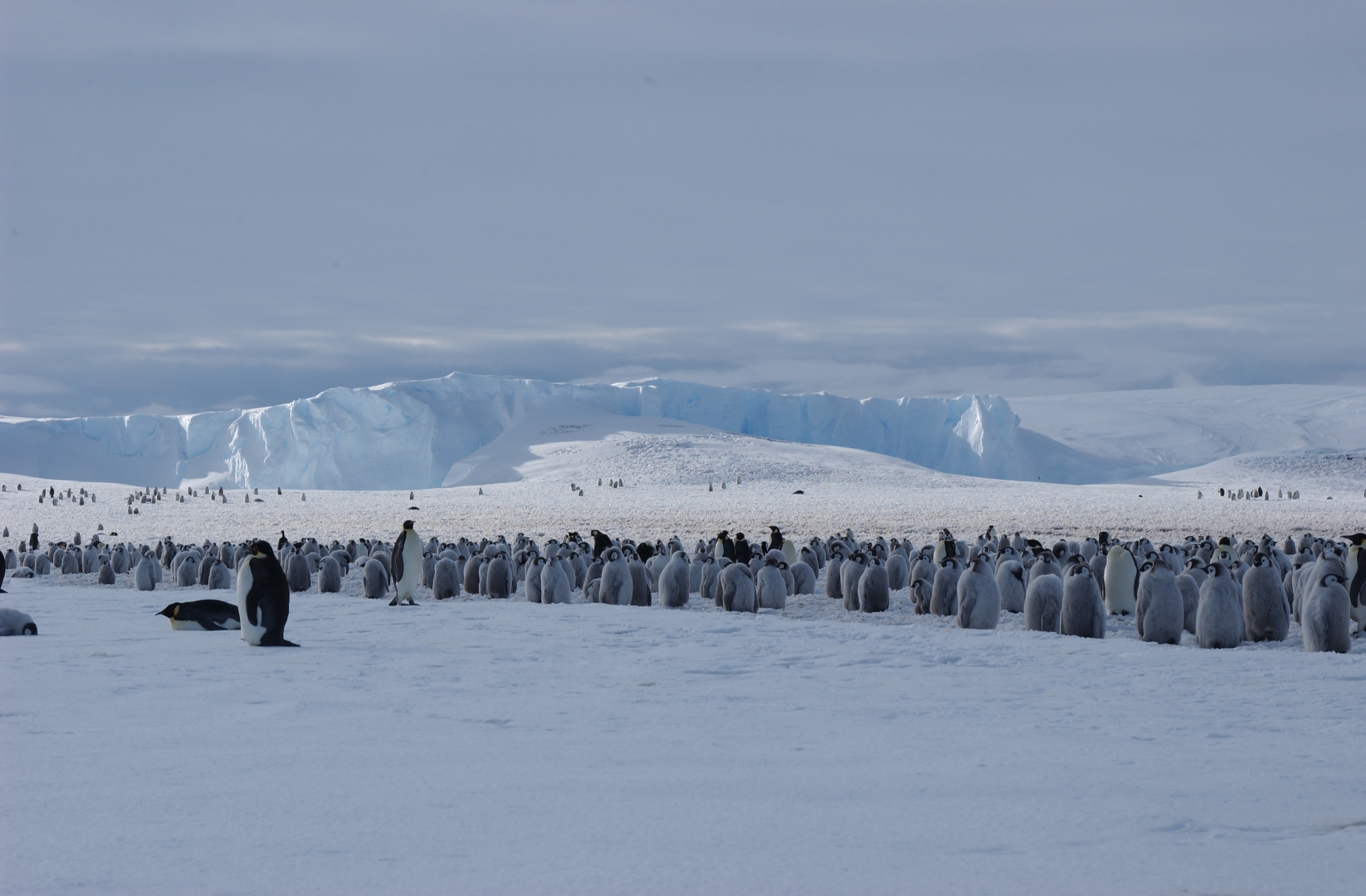
Crèche von Jungvögeln des Kaiserpinguins

Als Crèche bezeichnet man in der Zoologie eine Ansammlung von Jungtieren, die von unterschiedlichen Elterntieren abstammen. Der Begriff ist aus dem Französischen übernommen worden und bezeichnet dort Hort oder Krippe.
Die in einer Crèche versammelten Jungtiere sind in dieser Gruppe entweder völlig ohne Begleitung adulter Tiere oder es sind nur wenige Elterntiere in der Ansammlung der Jungtiere anwesend. Crèching-Verhalten ist vor allem für koloniebrütende Vögel typisch, die zur Nahrungsbeschaffung weite Strecken zurücklegen müssen. Die Elternvögel sind gezwungen, ihren Nachwuchs über längere Zeit alleine zu lassen. Die Jungvögel konzentrieren sich dann an Stellen, die ihnen besseren Schutz vor Witterungsbedingungen oder vor dem Zugriff durch Prädatoren bieten.
Pinguine und Flamingos zählen zu den Vogelarten, bei denen Crèching-Verhalten besonders häufig vorkommt. Die Zahl der in einer Crèche versammelten Jungvögel kann beeindruckend sein. Für Rosaflamingos wurde in der Camargue im Jahre 2000 eine Crèche mit 14.500, in der Laguna de Fuente de Piedra im Jahre 1998 eine mit 15.300 und im Urmiasee im Jahre 1973 eine mit 20.000 Jungvögeln gezählt. Auf Grund der großen Zahl der versammelten Jungvögel ging man lange davon aus, dass die zurückkehrenden Elternvögel jeden beliebigen Jungvogel mit Nahrung versorgen. Dies ist im Verlauf der zweiten Hälfte des 20. Jahrhunderts weitgehend widerlegt worden. Elternvögel finden anhand von Rufen innerhalb der Ansammlung ihren Nachwuchs und füttern nur diesen.

## Belege
1. ↑   Alan Johnson und Frank Cézilly: The Greater Flamingo. T & AD Poyser, London 2007, ISBN 978-0-7136-6562-8, S. 160
2. ↑  Alan Johnson und Frank Cézilly: The Greater Flamingo. T & AD Poyser, London 2007, ISBN 978-0-7136-6562-8, S. 161